# На короткой волне
«На короткой волне» — советский широкоэкранный художественный фильм 1977 года, снятый Михаилом Беликовым на киностудии имени Александра Довженко.
Экранизация повести Гария Немченко «Конец первой серии».
Премьера фильма состоялась 19 июня 1978 года. Фильм посмотрели 2,3 млн зрителей.

## Сюжет
Николай Громов устраивается на новую работу и знакомится с разными людьми, в том числе с радиолюбителем Зубром. Он сталкивается с интригой в своём новом месте работы, в которую вовлечены его начальник и шофёр Валька. Николай решает самостоятельно разобраться в происходящем и встречает мальчика из интерната, с которым он становится близкими. В конце концов, Николай вмешивается в ситуацию и помогает разоблачить преступников.

## В ролях
- Анатолий Рудаков — Николай Громов
- Наталия Лебле — Рита
- Юрий Мажуга — Шидловский
- Володя Пустовит — Зубр, тринадцатилетний мальчик
- Оксана Шатько — Зинка
- Ю. Роженков — Гринько
- Маргарита Криницына — комендантша
- Людмила Лобза — Нюрка
- Лидия Чащина — Галя
- Валентина Соловьёва — Антонина

## Съёмочная группа
- Режиссёр: Михаил Беликов
- Сценарист: Виктория Токарева
- Оператор: Игорь Беляков
- Художник: Эдуард Шейкин
- Звукорежиссёр: Зоя Копыстинская
- Композитор: Борис Хмельницкий